# Pierre-Émile Martin

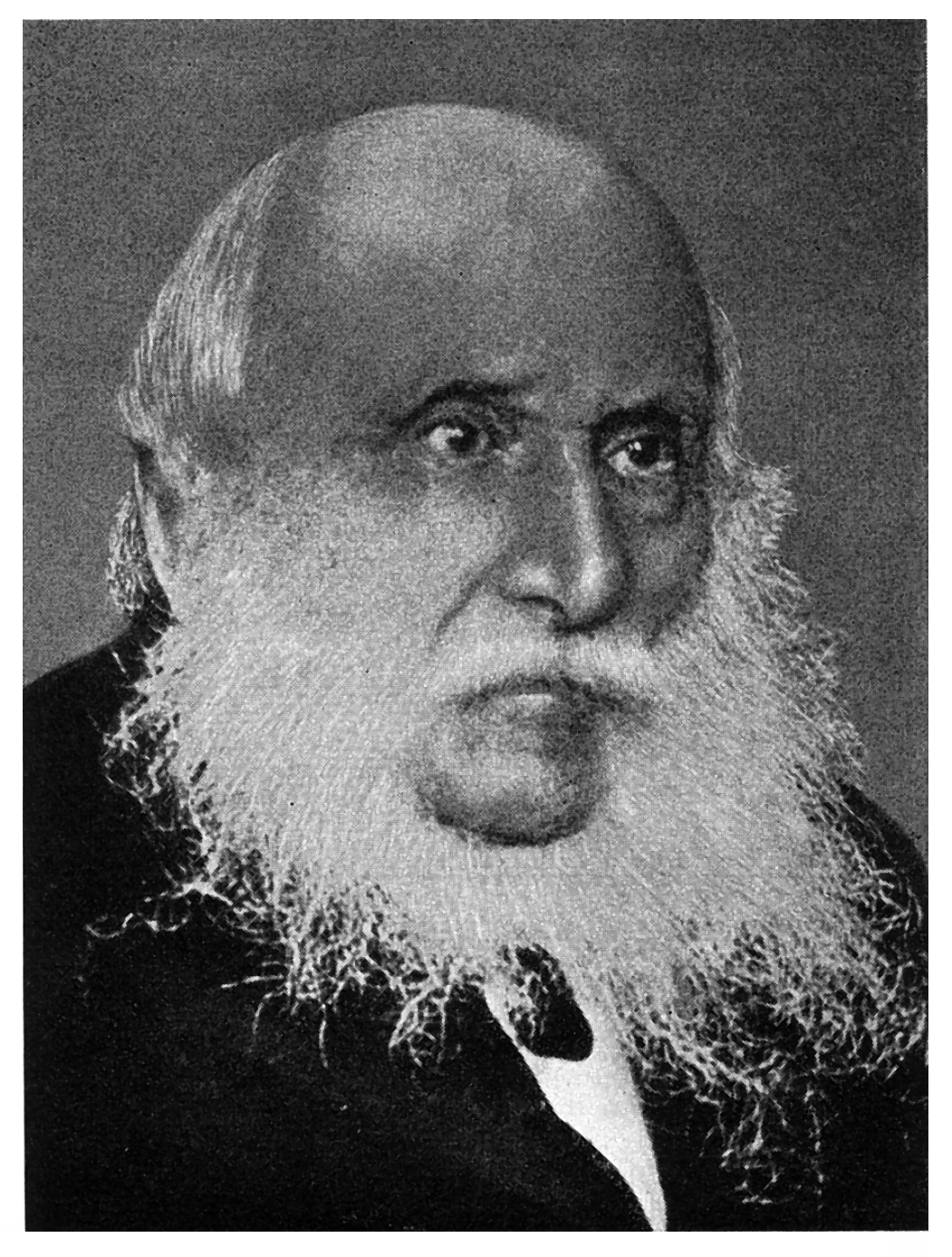
Pierre-Émile Martin

Pierre-Émile Martin (* 18. August 1824 in Bourges; † 23. Mai 1915 in Fourchambault) war ein französischer Hüttentechniker.
François Marie Emile Martin (1794–1871) und sein Sohn Pierre führten in Sireuil bei Angoulême (Charente, Westfrankreich) eine kleine Eisen- und Stahlhütte. Produziert wurde vor allem harter Gewehrstahl zur Herstellung von Chassepotgewehren nach einem Verfahren von Réaumur (1722) aus Roheisen und Stahlschrott.
Nach anfänglichen Misserfolgen gelang es ihnen in Zusammenarbeit mit dem deutschen Ingenieur Carl Wilhelm Siemens, einen neuen Stahlofen mit Regenerativfeuerung zu entwickeln, der in der Lage war, Roheisen und Schrott zusammen zu schmelzen. Dieser Herdofen lieferte ab dem 8. April 1864 eine Tonne sogenannten ‚Herdstahls‘ pro Charge. 1865 meldete er ein Patent auf seinen Stahlofen an.
Das als Siemens-Martin-Verfahren bekannt gewordene Verfahren zur Stahlherstellung löste das problematische Bessemerverfahren ab.
Siemens und Martin kamen in Streit über die Rechte an der Erfindung, wodurch Martin 1893 in den Bankrott geriet. Er verarmte und wurde vergessen. Er lebte in Paris und erhielt 1910 finanzielle Unterstützung durch eine Spende der europäischen Eisenindustrie.